# Tampa Bay Buccaneers 2006
La stagione 2006 dei Tampa Bay Buccaneers è stata la 31ª della franchigia nella National Football League. La squadra scese dal record di 11-5 del 2005 a 4-12 anche a causa dei numerosi infortuni, inclusi quelli dei titolari Dan Buenning, Michael Clayton, Carnell Williams, Simeon Rice, Brian Kelly e Chris Simms.

## Calendario
| Turno                                                   | Data               | Ora                | Avversario            | Risultato          | Risultato          | Stadio                   | TV                 |
| Turno                                                   | Data               | Ora                | Avversario            | Punteggio          | Record             | Stadio                   | TV                 |
| ------------------------------------------------------- | ------------------ | ------------------ | --------------------- | ------------------ | ------------------ | ------------------------ | ------------------ |
| 1                                                       | 10/9               | 1:00 pm            | Baltimore Ravens      | S 0–27             | 0–1                | Raymond James Stadium    | CBS                |
| 2                                                       | 17/9               | 1:00 pm            | @ Atlanta Falcons     | S 3–14             | 0–2                | Georgia Dome             | Fox                |
| 3                                                       | 24/9               | 1:00 pm            | Carolina Panthers     | S 24–26            | 0–3                | Raymond James Stadium    | Fox                |
| 4                                                       | Settimana di pausa | Settimana di pausa | Settimana di pausa    | Settimana di pausa | Settimana di pausa | Settimana di pausa       | Settimana di pausa |
| 5                                                       | 8/10               | 1:00 pm            | @ New Orleans Saints  | S 21–24            | 0–4                | Louisiana Superdome      | Fox                |
| 6                                                       | 15/10              | 1:00 pm            | Cincinnati Bengals    | V 14–13            | 1–4                | Raymond James Stadium    | CBS                |
| 7                                                       | 22/10              | 1:00 pm            | Philadelphia Eagles   | V 23–21            | 2–4                | Raymond James Stadium    | Fox                |
| 8                                                       | 29/10              | 1:00 pm            | @ New York Giants     | S 3–17             | 2–5                | Giants Stadium           | Fox                |
| 9                                                       | 5/11               | 1:00 pm            | New Orleans Saints    | S 14–31            | 2–6                | Raymond James Stadium    | Fox                |
| 10                                                      | 13/11              | 8:00 pm            | @ Carolina Panthers   | S 10–24            | 2–7                | Bank of America Stadium  | ESPN               |
| 11                                                      | 19/11              | 1:00 pm            | Washington Redskins   | V 20–17            | 3–7                | Raymond James Stadium    | Fox                |
| 12                                                      | 23/11              | 4:15 pm            | @ Dallas Cowboys      | S 10–38            | 3–8                | Texas Stadium            | Fox                |
| 13                                                      | 3/12               | 1:00 pm            | @ Pittsburgh Steelers | S 3–20             | 3–9                | Heinz Field              | Fox                |
| 14                                                      | 10/12              | 1:00 pm            | Atlanta Falcons       | S 6–17             | 3–10               | Raymond James Stadium    | Fox                |
| 15                                                      | 17/12              | 1:00 pm            | @ Chicago Bears       | S 31–34 (DTS)      | 3–11               | Soldier Field            | Fox                |
| 16                                                      | 24/12              | 1:00 pm            | @ Cleveland Browns    | V 22–7             | 4–11               | Cleveland Browns Stadium | Fox                |
| 17                                                      | 31/12              | 1:00 pm            | Seattle Seahawks      | S 7–23             | 4–12               | Raymond James Stadium    | Fox                |
| Gli avversari della propria division sono in grassetto. |                    |                    |                       |                    |                    |                          |                    |

Legenda
     Indica la gara del Giorno del Ringraziamento.
     Indica che la gara è un Monday Night Football.